# Rhipidia (Rhipidia) conica conica
Rhipidia (Rhipidia) conica conica is een ondersoort van de tweevleugelige Rhipidia (Rhipidia) conica uit de familie steltmuggen (Limoniidae). De ondersoort komt voor in het Neotropisch gebied.